# 瓦尔巴赫 (莱茵兰-普法尔茨州)
瓦尔巴赫是德国莱茵兰-普法尔茨州的一个市镇。总面积4.34平方公里，总人口155人，其中男性75人，女性80人（2011年12月31日），人口密度36人/平方公里。